# 我和女友的妹妹接吻了。
《我和女友的妹妹接吻了。》是日本作家海空陸所著的輕小說系列，2020年4月由GA文庫發行，描繪了主角在情人和情人的妹妹之間搖擺不定的一部非純愛戀愛喜劇。根據作者所言，作品“標題本身可以解釋作品”。作者的簡稱是“妹妹之吻”。本作獲得《這本輕小說真厲害！2021》文庫類別第8名，新作類別第5名。2022年5月30日，改編漫畫於史克威爾艾尼克斯發行的應用程式Manga UP!開始連載。

## 角色列表
佐藤博道
本作男主角，才川晴香的男友兼青梅竹馬，因為父親再婚，而跟佐藤時雨成為義兄妹，常常被時雨挑逗，在第二卷時在海邊想跟晴香有更進一步的關係，被晴香拒絕，把來關心的時雨當成晴香的替代品主動親了上去，在第三卷後期因晴香決定前往參加學長以及知名導演的邀約，而取消祭典的約會，後跑回家，在時雨的安慰下發現自己早已喜歡上了時雨，決定跟晴香分手，與時雨交往。
佐藤時雨
本作女主角，才川晴香的雙胞胎妹妹，父母離婚後由母親撫養長大，因為母親再婚，而跟佐藤博道成為義兄妹，常常在家裡挑逗博道。在同居的過程中漸漸喜歡上博道，但因為姐姐才川晴香的關係壓抑自己的感情，第一卷後期，因為不想破壞姊姊和哥哥的關係，所以決定跟一個人渣假交往，後來在去賓館的公車上目睹男主與姐姐接吻而放棄這個想法，回到家後吻了男主，希望男主跟自己發展出一段禁忌之戀。
才川晴香
本作第二女主角，佐藤博道的女友兼青梅竹馬，佐藤時雨的雙胞胎姊姊，父母離婚後由父親撫養長大，小時候因母親出軌而對性有陰影，因而迴避男主的親熱，造成感情上的裂痕。

## 出版書籍

### 輕小說
| 卷數 | SB Creative    | SB Creative           | 東立出版社     | 東立出版社                           |
| 卷數 | 發售日期       | ISBN                  | 發售日期       | ISBN                                 |
| ---- | -------------- | --------------------- | -------------- | ------------------------------------ |
| 1    | 2020年4月14日  | ISBN 978-481-560631-2 | 2021年5月15日  | ISBN 978-957-266851-1（首刷附錄版）  |
| 2    | 2020年10月15日 | ISBN 978-481-560728-9 | 2021年12月17日 | ISBN 978-957-268084-1（首刷附錄版）  |
| 3    | 2021年9月14日  | ISBN 978-481-561225-2 | 2022年3月17日  | ISBN 978-957-268793-2（首刷附錄版）  |
| 4    | 2022年9月14日  | ISBN 978-481-561458-4 | 2023年2月2日   | ISBN 978-626-360-030-0（首刷附錄版） |

### 漫畫
| 卷數 | 史克威爾艾尼克斯 | 史克威爾艾尼克斯       | 東立出版社     | 東立出版社             |
| 卷數 | 發售日期         | ISBN                   | 發售日期       | ISBN                   |
| ---- | ---------------- | ---------------------- | -------------- | ---------------------- |
| 1    | 2022年10月6日    | ISBN 978-4-7575-8193-7 | 2023年12月1日  | ISBN 978-626-372-863-9 |
| 2    | 2023年10月6日    | ISBN 978-4-7575-8841-7 | 2024年12月23日 | ISBN 978-626-02-2128-7 |

## 迴響
本作獲得《這本輕小說真厲害！2021》文庫類別第8名，新作類別第5名。